# 이런 꽃 같은 엔딩
《이런 꽃 같은 엔딩》은 2018년 1월 9일에 공개된 웨이브 오리지널 드라마이자 MBC 금토 드라마로 편성된 웹드라마다.

## 기획 의도
남녀의 연애와 결혼에 대한 진솔하고 현실적인 고민에 대한 이야기다. 20대 중반의 7년 차인 동거 커플과 30대 초반의 1년 차인 결혼적령기 커플이 있다. 이중 한 커플만이 결혼을 하게 된다.

## 제작진

### 제작사
- 플레이리스트: 연애플레이리스트, 《에이틴 (드라마)》 등을 제작한 제작사

## 등장 인물

### 주요 인물
- 강훈 : 유현수 역

젠틀하고 잘생기기까지 한 만찢남. 사회생활을 한 지 꽤 되어 상사나 직원들을 대하는 데 있어 노련하고 유연하다. 남들처럼 결혼 적령기에 맞춰 결혼하고 평범하고 단란한 가정을 꾸려 사는 것이 행복이라 생각한다. 대리가 되고 나서 여자친구인 지효에게 슬슬 결혼 얘기를 꺼내보지만, 지효는 별 생각이 없어 보인다. 그 와중에 새로 들어온 신입사원인 소영이 그에게 호감을 보인다.
- 안시은 : 공지효 역

자기만의 브랜드를 가진 빵집을 차리는 것이 꿈이다. 당장 결혼에 대한 생각이 없지만, 30대가 되니 주변에서 결혼 얘기를 꺼내는 일이 잦아진다. 그녀에게 결혼은 막연하고 두렵기만 일이다.
- 정건주 : 최웅 역

욱 하는 성질이 있지만 자기 감정 표현에 거침없다. 촉망받는 운동선수였으나 부상으로 인해 지금은 스포츠센터에서 계약직 수영강사로 일하고 있다. 대학교 1학년 때 첫눈에 반한 민채와 벌써 7년째 연애중이다. 지금 상황에서 민채에게 프러포즈하는 건 욕심이라 생각해서 장난으로라도 결혼 얘기는 잘 안 꺼낸다.
- 최희진 : 고민채 역

영문과 대학원에 재학 중인 똑순이 취준생. 딱히 나쁜 스펙도 아니지만 그렇다고 월등한 스펙도 아니어서 취업이 힘들었고, 취업 시장에서 도피하다시피 대학원에 진학했다. 똑똑한 남자가 이상형이지만, 조금 무식하더라도 본인을 정신적으로 잘 케어해주는 웅이 이제는 가족같이 당연한 존재가 되었다.
- 이호정 : 한소영 역

이 드라마의 내레이터로 관찰자인 동시에 극에 개입되는 인물이기도 하다. 레반컴퍼니 인사팀 신입사원으로 들어와 직속 사수인 현수의 젠틀함과 유머러스함에 호감을 느낀다.

### 그 외 인물
- 황휘순 : 민쌤 역
- 박소연 : 서 부장 역
- 윤성욱 : 김 과장 역
- 이수현 : 여자 대리 역
- 신동국 : 남자 대리 역
- 김민채 : 천지 역
- 최가은 : 새롬 역
- 김진솔 : 은결 역
- 오해수 : 수연 역
- 권영준 : 수연의 남자친구 역
- 최다영 : 지윤 역
- 김가은 : 효민 역
- 길상우 : 수영강사 1 역
- 신동해 : 수영강사 2 역
- 김범휴 : 면접관 1 역
- 박태원 : 면접관 2 역
- 문종화 : 택시기사 역
- 한주희 : 은행원 역
- 정승하 : 쥬얼리샵 직원 역
- 배성훈 : 교수 1 역
- 한광영 : 교수 2 역
- 서인권 : 조교 역

### 특별출연
- 이하이

### 우정출연
- 정신혜
- 김형석
- 임휘진
- 최희승
- 이유진
- 박정우

## 에피소드
| 회차   | 부제                             | 줄거리 | 링크 |
| ------ | -------------------------------- | --- | ---- |
| 제1회  | 이런 꽃 같은 연애                | 사귄 지 1년 기념일을 맞은 현수와 지효 커플. 그리고 사귄 지 무려 7년 기념일이 된 웅과 민채 커플. 두 커플은 남들과는 조금 다르게 기념일을 보낸다. 그리고 소영은 회사에서 현수를 처음 만난다. |      |
| 제2회  | 내가 아는 너, 내가 모르는 너     | 소영은 현수가 여친이 있는 줄도 모르고 젠틀한 상사인 현수에게 호감을 느낀다. 민채는 웅이 일하는 스포츠센터에 수영을 배우러 갔다가 미녀 수강생을 보고 기분이 우울해진다. |      |
| 제3회  | 적은 외부에 있다                 | 민채는 친구들 만나러 간 자리에 웅이 후줄근한 차림으로 오자 창피해져서 결국 웅과 싸운다. 소영은 현수에게 여자친구가 있는 걸 알게 되지만 회식 자리에 가서 현수를 좋아하는 마음을 굳힌다. |      |
| 제4회  | 우리에게도 처음은 있었다         | 두 커플에게도 첫 만남은 있었다. 1년 전 회사에 빵을 배달 갔다가 우연히 현수를 만나게 된 지효. 그리고 7년 전 대학교에서 웅과 같은 수업을 듣게 된 민채. 이것은 둘의 영화 같은 첫 만남에 관한 이야기다. |      |
| 제5회  | 하고 싶다, 결혼                  | 남자가 결혼을 결심하는 순간은 언제일까. 현수는 새집으로 이사를 가고, 이사를 도와주러 온 동료들과 결혼에 대한 이야기를 나눈다. 웅 역시 수영장 강사 동료들과 함께 결혼에 대한 이야기를 나눈다. |      |
| 제6회  | 우리가 결혼할 수 있을까          | 현수는 지효에게 은근슬쩍 결혼에 대한 생각을 떠본다. 그러나 빵집에서 일하는 지효는 그날따라 다양한 손님들을 만나면서 결혼에 대해 두려움만 점점 커져간다. 지효가 결혼 생각이 없어 보이자 우울해진 현수는 마침 맥주 한 잔을 제안하는 소영과 단둘이 술을 마시게 된다. 웅은 가진 게 없어 결혼이 어려운 현실에 속이 탄다. |      |
| 제7회  | 나쁜 엔딩에는 반드시 복선이 있다 | 현수의 생일. 소영은 설레는 마음으로 지효의 가게에서 현수 케이크를 사고, 결국 지효가 소영의 존재를 알게 된다. 민채는 이전에 떨어졌던 인턴십 추가 면접을 보러 간다. |      |
| 제8회  | 붙잡거나 혹은 놓치거나           | 소영이 현수에게 준 쪽지를 발견한 지효. 마침 현수는 이런 시기에 워크샵을 떠난다. 지효의 불안은 점점 더 커져간다. 웅 역시 민채가 인턴십에 합격하자 민채와 헤어질 것만 같은 마음에 불안해진다. |      |
| 제9회  | 어쩌면 해피엔딩                  | 현수는 자신에게 뽀뽀한 소영을 매몰차게 거절한다. 하지만 결혼에 대해 생각이 다른 지효와도 크게 싸우고 시간을 가진다. 웅은 수영장 아줌마들의 부추김으로 민채에게 프로포즈를 하려고 한다. |      |
| 제10회 | 이런 꽃 같은 엔딩                | 소영은 누군가의 청첩장을 보고 결혼식장으로 향한다. 2개월 전, 레스토랑서에서 만난 현수와 지효, 그리고 웅과 민채 커플. 이 둘 중 한 커플은 결혼하고, 나머지 한 커플은 결국 이별한다. 결혼이라는 꽃엔딩을 맞이할 주인공은 누구일까.                                                                                     |      |

## 같이 보기
- 대한민국의 텔레비전 드라마 목록 (ㅂ)
- 2018년 대한민국의 텔레비전 드라마 목록
- WAVVE의 오리지널 프로그램 목록